# Cebalrai
Cebalrai (β-Ophiuchi) is een heldere ster in het sterrenbeeld Slangendrager (Ophiuchus).
De ster staat op ongeveer 83 lichtjaar afstand van de Aarde en is ook bekend onder de namen Kelb Alrai, Kabalrai, Cheleb en Celb-al-Rai.